# Drei-zu-eins-Regel
Die 3:1-Regel (Drei-zu-eins-Regel) für die Mikrofonaufstellung zur Minimierung von hörbaren Kammfiltereffekten lautet: Hat ein Instrument einen bestimmten Abstand zu einem Mikrofon, so soll das nächste Mikrofon, das dieses Instrument auch aufnimmt, mindestens das Dreifache dieses Abstands vom ersten Mikrofon haben.

## Die Regel

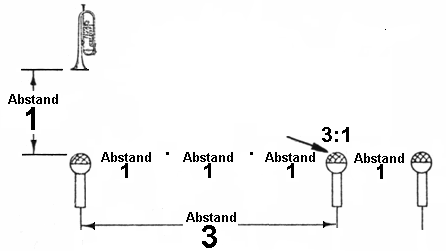
Die "Drei-zu-eins-Regel" bei der Polymikrofonierung

Dies ist nur eine grobe Faustregel für die richtige Mikrofonaufstellung, wobei nicht beachtet wird, dass die Instrumente unterschiedlich laut gespielt werden und dass die Mikrofone Richtmikrofone sind. Je nach den Umständen muss darum diese Regel flexibel angepasst werden. Die für Polymikrofonierung praktische 3:1-Regel für den minimalen Abstand von benachbarten Mikrofonen sollte bei der Mikrofonaufstellung stets befolgt werden. Hier wird das kleinste Abstandsverhältnis von 3:1 angenommen, wobei noch wirksamer natürlich das 4:1 Verhältnis und mehr ist. Müßig ist es, die Richtcharakteristiken der Mikrofone in diese einfache Faustformel mit einarbeiten zu wollen. Für klassische Aufnahmen mit Hauptmikrofonen und Stützmikrofonen ist diese Regel nicht anzuwenden. Bei den Berechnungen gilt das Abstandsgesetz, bei dem der Schalldruck am Mikrofon mit der Entfernung 1/r von der Schallquelle abnimmt; siehe dazu den Weblink „Abnahme des Schalldrucks – aber richtig“.

## Besonderheiten
Teilweise Auslöschungen bestimmter Frequenzbereiche (Kammfiltereffekt) sind dann hörbar, wenn eine Schallquelle fast gleich große Signalspannungen bei zwei nahe beieinander stehenden Mikrofonen erzeugt und diese aufgenommenen Signale zum Beispiel über die Panpots elektrisch zusammengeschaltet werden. Der Grund ist die Phasen-Laufzeitdifferenz, die durch die Mikrofonabstände zur Schallquelle entsteht, wobei bestimmte Frequenzbereiche je nach der Phasenbeziehung im Gesamtpegel um maximal (+) 6 dB angehoben und andere wiederum stark abgesenkt werden.